# Göhren-Lebbin
Göhren-Lebbin ist eine Gemeinde im Landkreis Mecklenburgische Seenplatte in Mecklenburg-Vorpommern (Deutschland). Sie wird vom Amt Malchow verwaltet. Göhren-Lebbin ist seit Dezember 2003 staatlich anerkannter Erholungsort.

## Geografie
Göhren-Lebbin in der Mecklenburgischen Seenplatte befindet sich in einem leicht hügeligen und seenreichen Gebiet, das maximal 90 m ü. NN erreicht. Die Gemeinde liegt am Fleesensee und Kölpinsee, zwei der Mecklenburgischen Oberseen, ein weiterer, deutlich kleinerer See ist der Poppentiner See. Die Stadt Malchow ist etwa sechs Kilometer entfernt. 
Zu Göhren-Lebbin gehören die Ortsteile:
- Kisserow
- Penkow
- Poppentin
- Roez
- Untergöhren
- Wendhof

## Geschichte
Alle Orte, außer Untergöhren, wurden im 13. Jahrhundert erstmals urkundlich erwähnt. Von 1843 bis 1914 hießen Gut und Dorf Blücher. Aus dieser Zeit stammt das Herrenhaus Schloss Blücher, später Schloss Lebbin, das heute als Hotel genutzt wird und von einem Park umgeben ist.
Nachweislich weit vor 1505 bis Mitte des 17. Jahrhunderts befand sich das Gut Lebbin im Besitz der Familie von Below, dann der Familie von Gamm auf Göhren, später der Familie von Grape. Im Jahre 1822 erwarb Graf Ludwig von Blücher das Gut. Sein Sohn Graf Ludwig II. ließ 1842 außerhalb der Gutsanlage ein neues Herrenhaus erbauen, musste das Gut 1871 aber an Hubert Freiherr von Tiele-Winckler (1823–1893) veräußern. Im Jahre 1912 brannte das Herrenhaus vollständig aus. Auf den Grundmauern entstand das heutige neobarocke Herrenhaus mit den beiden markanten Türmen. Ab 1926 wurden Herrenhaus und Gut verpachtet. Zum gesamten Gutskomplex Göhren-Lebbin gehörten 1928 die Lehngüter Lebbin mit 720 ha, Göhren mit 1333 ha. Hinzu kam das kleine Gut Wendhof mit 255 ha. Göhren und Lebbin waren ein Familienfideikommiss. Die Verwaltung lief zentral über das herrschaftliche Rentamt Lebbin, den Gutsbetrieb wiederum leiteten Verwalter und ein Oberinspektor. Das Herrenhaus wurde 1934 an Herrn Barfurth verkauft.
Während des Zweiten Weltkriegs wurden Teile des Herrenhauses als Schule genutzt, ein geringerer Teil als Wohnung. Nach 1945 diente es als Konsum, Gaststätte, Arztpraxis, Kindergarten und Sitz der Gemeindeverwaltung, 1974 wurde es saniert und dann als Ferienheim genutzt. Nach 1990 entstand in Göhren-Lebbin eine Ferien- und Freizeitanlage Land Fleesensee, deren Mittelpunkt das Herrenhaus bildet.
Das Gutshaus Roez entstand Anfang des 18. Jahrhunderts und wurde Ende des 19. Jahrhunderts umgebaut.
Am 1. Januar 2024 wurde die Gemeinde Penkow nach Göhren-Lebbin eingemeindet.

## Politik

### Gemeindevertretung und Bürgermeister
Der Gemeinderat besteht (inkl. Bürgermeister) aus acht Mitgliedern. Die Wahl zum Gemeinderat am 26. Mai 2019 hatte folgende Ergebnisse:
| Partei/Bewerber                     | Prozent | Sitze |
| ----------------------------------- | ------- | ----- |
| Freie Wähler Gemeinde Göhren-Lebbin | 65,93   | 5     |
| CDU                                 | 29,96   | 3     |

Bürgermeister der Gemeinde ist Torsten Zillmer, er wurde mit 86,83 % der Stimmen  gewählt.

### Wappen
| Wappen von Göhren-Lebbin | Blasonierung: „Gespalten; vorn in Rot ein silberner Schlüssel mit rechtsgewendetem Bart; hinten in Gold ein schwebender blauer Turm mit geschweifter Haube und goldenem Knauf, zwei betagleuchteten Rundbogenfenstern und einem schwarzen Eulenloch im oberen Turmsegment.“ |
| Wappen von Göhren-Lebbin | Wappenbegründung: In dem Wappen entstammt der Schlüssel dem Wappen der Grafen von Blücher auf Fincken, das im fünfteiligen Schild im ersten und im vierten Feld in Rot zwei silberne Schlüssel mit abgewendeten Bärten zeigt. Damit wird der Bezug hergestellt zu den Besitzern der Güter im 19. Jh. Der Turm steht für das unter Denkmalschutz stehende Schloss. Das Wappen wurde von dem Röbeler Grafiker Werner Schinko gestaltet. Es wurde am 22. Februar 2000 durch das Ministerium des Innern genehmigt und unter der Nr. 204 der Wappenrolle des Landes Mecklenburg-Vorpommern registriert. |

### Flagge
Die Gemeinde verfügt über keine amtlich genehmigte Flagge.

### Dienstsiegel
Das Dienstsiegel zeigt das Gemeindewappen mit der Umschrift „GEMEINDE GÖHREN-LEBBIN“.

## Sehenswürdigkeiten
Im Zentrum liegt das Schloss Lebbin, das ursprünglich 1842 erbaut wurde und eine wechselhafte Geschichte hat. Es wurde mehrfach stark verändert und beherbergt heute das Hotel Schloss Blücher. Nördlich von Göhren-Lebbin liegt das Naturschutzgebiet Blüchersches Bruch und Mittelplan, das 164 Hektar bewaldeten Moorgebietes umfasst und Lebensraum für ungefähr 100 Vogelarten sowie den Fischotter bietet. Die Überreste der Wallburg Kleiner Eschhorst und der Alten Burg, zwei Burgställe von wahrscheinlich slawischen Befestigungen aus dem 8./9. Jahrhundert, liegen nördlich und nordwestlich der Ortschaft.
Bei Wendhof befindet sich das Großsteingrab Wendhof, eine Grabanlage der jungsteinzeitlichen Trichterbecherkultur.

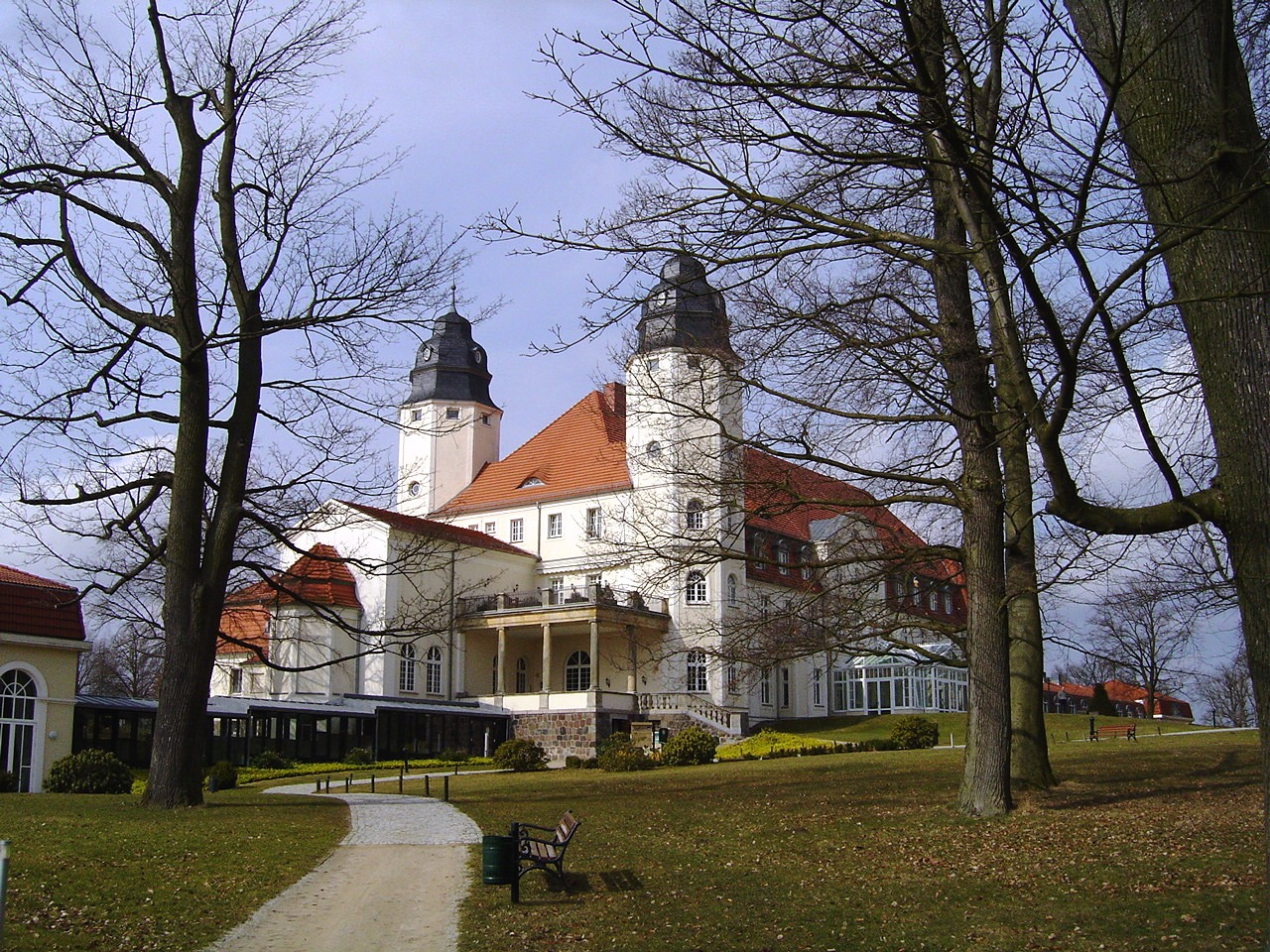
Schloss Lebbin
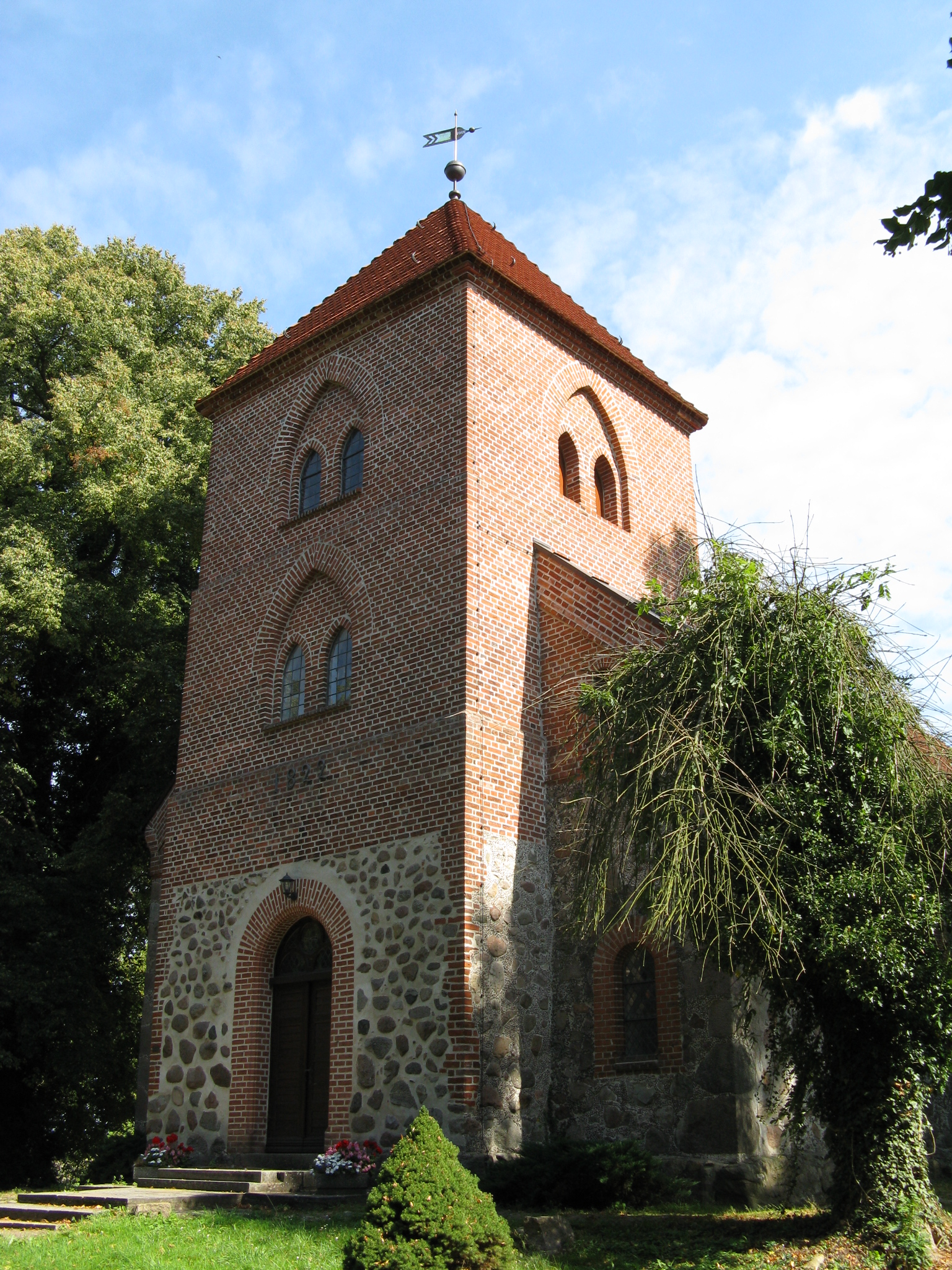
Kirche Poppentin
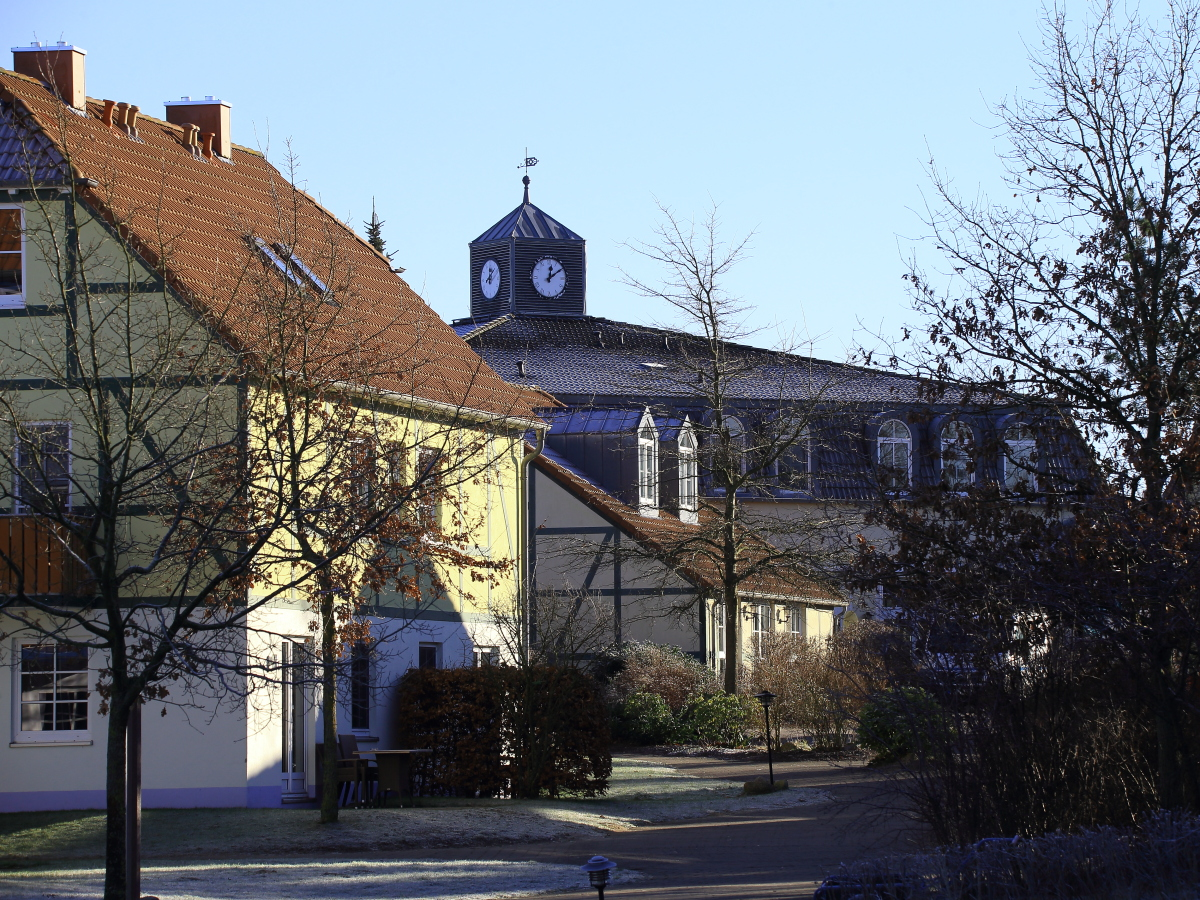
Ferienpark Lebbin

## Wirtschaft und Infrastruktur
Der Tourismus hat entscheidende Bedeutung für die Wirtschaft in der Gemeinde. Durch die Ferienanlage am Fleesensee mit dem Robinson Club, einem Day-SPA sowie mehreren Hotels in der Anlage und im Ort hat sich Göhren-Lebbin zu einem Reiseziel entwickelt. In den letzten Jahren entstanden rund um diese Ferienanlagen ca. 120 Ferienhäuser und -wohnungen.
Unter dem Namen „Fleesensee-Shuttle“ betreibt die Gemeinde saisonal einen eigenen Ortsbusverkehr zwischen Golfanlage, den Ortsteilen und dem Strand bzw. Hafen. Die Mitfahrt ist für Gäste mit Kurkarte kostenfrei. Verbindungen in die nahegelegenen Städte Waren (Müritz) und Malchow stellen die ganzjährig verkehrenden Linienbusse der MVVG (Linie 022) sicher.
Im Ortsteil Untergöhren bedient die „Weiße Flotte Müritz“ eine Anlegestelle an ihrer saisonalen Linienschifffahrt Malchow – Untergöhren – Waren. Darüber hinaus werden ab Untergöhren auch Ausflugsfahrten zu Wasser angeboten.

## Söhne und Töchter
- Christoph Otto von Gamm (1721–1796), Diplomat und Genealoge
- Karl von Brockhusen (1770–1852), preußischer Generalmajor
- Maria von Plessen (1783–1851), Dichterin und Schriftstellerin
- Karoline von Zöllner (1795–1868), Schriftstellerin
- August Grahl (1791–1868), Miniaturmaler